# Janez Krstnik Vu
Janez Krstnik Vu Čengčung (kitajsko: 胡振中; kantonščina Jale: Wu Cheng-chung), kitajski rimskokatoliški duhovnik, škof in kardinal, * 26. marec 1925, Šuitsaj, † 23. september 2002.

## Življenjepis
6. julija 1952 je prejel duhovniško posvečenje. 5. aprila 1975 je bil imenovan za škofa Hong Konga in 25. julija istega leta je prejel škofovsko posvečenje.
28. junija 1988 je bil povzdignjen v kardinala in imenovan za kardinal-duhovnika Beata Vergine Maria del Monte Carmelo a Mostacciano.